# Chinook (cane)

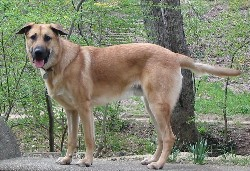
Un Chinook

Il Chinook è una razza di cani da slitta, sviluppatasi nello stato del New Hampshire all'inizio del XX secolo. Il Chinook è ritenuto il cane di stato ufficiale del New Hampshire.

## Storia

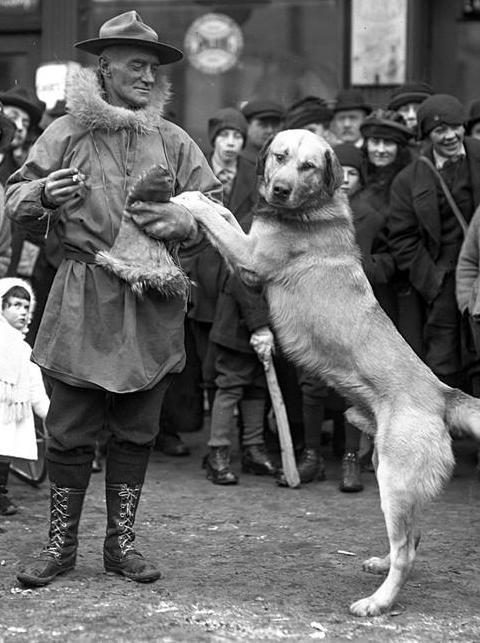
Arthur T. Walden con il capostipite della razza, nel 1922

Il Chinook deve la sua esistenza ala volontà di Arthur Treadwell Walden di Wonalancet, del New Hampshire.
La razza deriva principalmente da un antenato maschio nato nel 1917, chiamato "Chinook", che era il cane guida e lo stallone di Walden.
Questa razza deriva da un incrocio di una femmina di cane della Groenlandia della spedizione Peary North Pole con un incrocio di un maschio fulvo di mastino / San Bernardo. Le foto di "Chinook" mostrano un cane dalle orecchie cadenti con un'ampia testa e muso da mastino. Il leader di Walden è stato allevato con cani da pastore belgi, cani da pastore tedeschi, cani eschimesi canadesi e forse altre razze; la progenie fu allevata per creare il tipo desiderato ed era apparentemente un forte riproduttore dei suoi stessi tratti.
Arthur Walden era un esperto guidatore di cani con anni di esperienza nello Yukon; fu il pilota principale e l'addestratore della spedizione antartica di Byrd del 1929. È accreditato di aver portato gli sport con i cani da slitta nel New England e di aver fondato il New England Sled Dog Club nel 1924. Il "Chinook" di 12 anni si è perso durante la spedizione di Byrd.
I Chinook sono entrati a far parte dell'American Kennel Club (AKC) Foundation Stock Service nel 2001 e sono stati successivamente aggiunti alla classe mista dell'AKC nel 2010. Infine, nel gennaio 2013 il Chinook è diventato la 176 ma razza dell'AKC ed è entrato a far parte del gruppo di lavoro.
Gli allevatori dei Chinook stanno ancora lavorando per il riconoscimento da parte di altri importanti club di cani.

## Caratteristiche
Il Chinook è stato sviluppato negli Stati Uniti come cane da slitta con la funzione unica di partecipare alle corse di cani da slitta; sfruttando la combinazione di potenza delle razze da trasporto con la velocità dei cani da slitta da corsa più leggeri.
Il Chinook è una razza a maturazione lenta, spesso non raggiunge la maturità prima dei 4 o 5 anni di età. 
Altezza ideale al garrese và nei maschi da 61 a  69 cm mentre nelle femmine da 56 a 64 cm.
Le orecchie sono consentito di qualsiasi tipo, comprese le orecchie a goccia, a punta o ad elica che mantengono una piega quando sono sull'attenti. Le orecchie non uguali non sono un difetto. 
La coda è a sciabola, in movimento è portata con una curva a falce. 
Il colore del manto è fulvo, con toni di colore che vanno dal miele a un profondo rosso-oro.
Il Chinook è un compagno di famiglia affettuoso e giocoso con una devozione speciale verso i bambini inoltre sono altamente addestrabili, adattabili e versatili nelle loro capacità. Gregario con altri cani, il Chinook funziona bene in squadra e all'interno di branchi familiari.